# 中国国际广播电台朝鲜语广播
中国国际广播电台朝鲜语广播（：／）是中国国际广播电台的主要对外广播语种频道之一，于1950年开播，每天播出8小时，通过FM、中波、短波及网络广播。广播覆盖范围为中国东部、朝鲜半岛、俄罗斯远东地区、日本部分地区，并定期和韩国放送公社（KBS）交换广播节目。

## 历史
- 1950年7月2日 - 开播。
- 1959年6月 - 开始和朝鲜中央广播电台交换节目。
- 1960年4月28日 - 实况转播“首都各界人民支援南朝鲜人民反美爱国正义斗争大会”，这也是该台首次朝鲜语实况转播[1]。
- 1999年12月10日 - 开通网站。
- 2004年1月5日 - 烟台市开始使用烟台新闻综合广播在每周二、三、四、六、日转播15分钟的广播节目[2]。
- 2010年1月1日 - 1323kHz开始增加播出时间。
- 2010年4月23日 - 延吉市开始使用延吉广播阿里郎之声转播1小时的广播节目[3]。
- 2013年1月 - 增加夜间广播时间。

## 主要节目
- 《时事解说》
- 《经济广场》
- 《文化新干线》
- 《空中导游》
- 《实用中国语会话》
- 《北京写真》
- 《听众之友》
- 《社会广角》
- 《科教在线》
- 《体育沙龙》
- 《中国音乐》

## 收听频率[4]
- 本频率表有效期为2024年3月31日至2024年10月27日。本频率表中所标注之默认时间均为北京时间UTC+8，默认频率单位皆为千赫兹（kHz）

| 播音時間（UTC+8） | 播音频率（kHz）   |
| 05:00-07:00       | 1017、1323、7290  |
| 19:00-21:00       | 1017、1323、13570 |
| 21:00-22:00       | 1017、1323、12025 |
| 22:00-23:00       | 1017、1323、5965  |
| 23:00-24:00       | 1017、1323        |

- 1017kHz在吉林省长春市国家广播电视总局523台发射，发射功率100KW
- 1323kHz在吉林省吉林市国家广播电视总局763台发射，发射功率600KW
- 5965、7290、12025、13570在陕西省西安市国家广播电视总局594台发射。发射功率500KW

## 其他
与中国国际广播电台的其他语种广播一样，朝鲜语广播的整点开始曲也是《义勇军进行曲》的改编版，不过其音调较其他语种的偏高，故在众多语种版本中较好识别。